# Осамнаеста македонска ударна бригада
Осамнаеста македонска ударна бригада НОВЈ формирана је 4. октобра 1944. године у селу Алгуњи код Куманова од бораца из Омладинског и Допунског батаљона, који су дејствовали на овом простору и новопристиглих бораца из кумановског, прешевског и бујановачког краја. Налазила се у саставу Кумановске дивизије НОВЈ. Бројала је око 1,200 бораца.

## Борбени пут бригаде
Учествовала је у затварању простора Куманово-Бујановац водећи борбе против 11. немачке дивизије и балистичких снага на комуникацијама Куманово-Прешево од 8. до 10. октобра, Куманово-Бујановац 18. октобра, код села Биљача 21. октобра, Сушева 24. октобра и остало. Заједно са Седамнаестом македонском бригадом и деловима бугарске Прве армије учествовала је у ослобођењу Куманова 11. новембра, а након тога у разбијању преосталих балистичких снага на Скопској Црној гори. Бригада је након тога расфомирана децембра 1944, а њени борци ушли су у састав Треће македонске ударне бригаде.